# Chợ Tabriz
Chợ Tabriz hay Bazaar của Tabriz (tiếng Ba Tư: بازار تبریز, cũng được La Mã hóa Bāzār-e Tabriz) là một thị trường lịch sử nằm ở trung tâm thành phố Tabriz, Iran. Đây là một trong những chợ lâu đời nhất ở Trung Đông và là chợ có mái che lớn nhất thế giới. Khu chợ này đã được UNESCO công nhận là Di sản thế giới từ năm 2010.

## Lịch sử
Tabriz đã là một nơi trao đổi văn hóa từ thời cổ đại. Tổ hợp chợ lịch sử của nó là một trong những trung tâm thương mại quan trọng nhất trên Con đường tơ lụa. Khu chợ này đã tồn tại kể từ thời kỳ đầu của chủ nghĩa đô thị Iran sau Hồi giáo. Và nó cũng đã được du khách Marco Polo, người đã đi qua nó trên cuộc hành trình khám phá Con đường tơ lụa.
Nằm ở trung tâm của thành phố Tabriz, Iran, công trình lớn này bao gồm nhiều chợ phụ nhỏ hơn như Amir Bazaar (vàng và đồ trang sức), Mozzafarieh (các loại thảm), giày dép, và nhiều chợ khác nữa bán các loại hàng hoá khác như đồ gia dụng. Tabriz và khu chợ của nó thịnh vượng nhất vào thế kỷ 16 khi thị trấn này trở thành thủ đô của vương quốc Safavid. Nó mất dần vị thế của một thủ đô vào thế kỷ 17, nhưng khu chợ của nó vẫn quan trọng như là một trung tâm thương mại và kinh tế. Mặc dù ngày nay có nhiều cửa hàng và trung tâm thương mại mới đã được thiết lập nhưng chợ Tabriz vẫn là trung tâm kinh tế của thành phố và cả khu vực tây bắc Iran. Chợ Tabriz cũng là một nơi có ý nghĩa chính trị, và người ta có thể chỉ ra tầm quan trọng của nó trong Cách mạng Hiến pháp Iran thế kỷ trước và Cách mạng Hồi giáo trong thời kỳ đương đại. Khu chợ này đã được UNESCO công nhận là Di sản thế giới vào tháng 7 năm 2010.

## Nghi lễ
Khu chợ này được sử dụng cho một số nghi lễ tôn giáo quan trọng, một trong những nghi lễ nổi tiếng nhất là ngày Ashura khi thương nhân ngừng việc buôn bán trong khoảng 10 ngày và nghi lễ tôn giáo được tổ chức bên trong chợ. Giống như nhiều chợ khác ở Trung Đông, có một số nhà thờ Hồi giáo được xây dựng phía sau chợ này, đáng chú ý nhất trong số đó là Thánh đường Hồi giáo Jameh.

## Hình ảnh

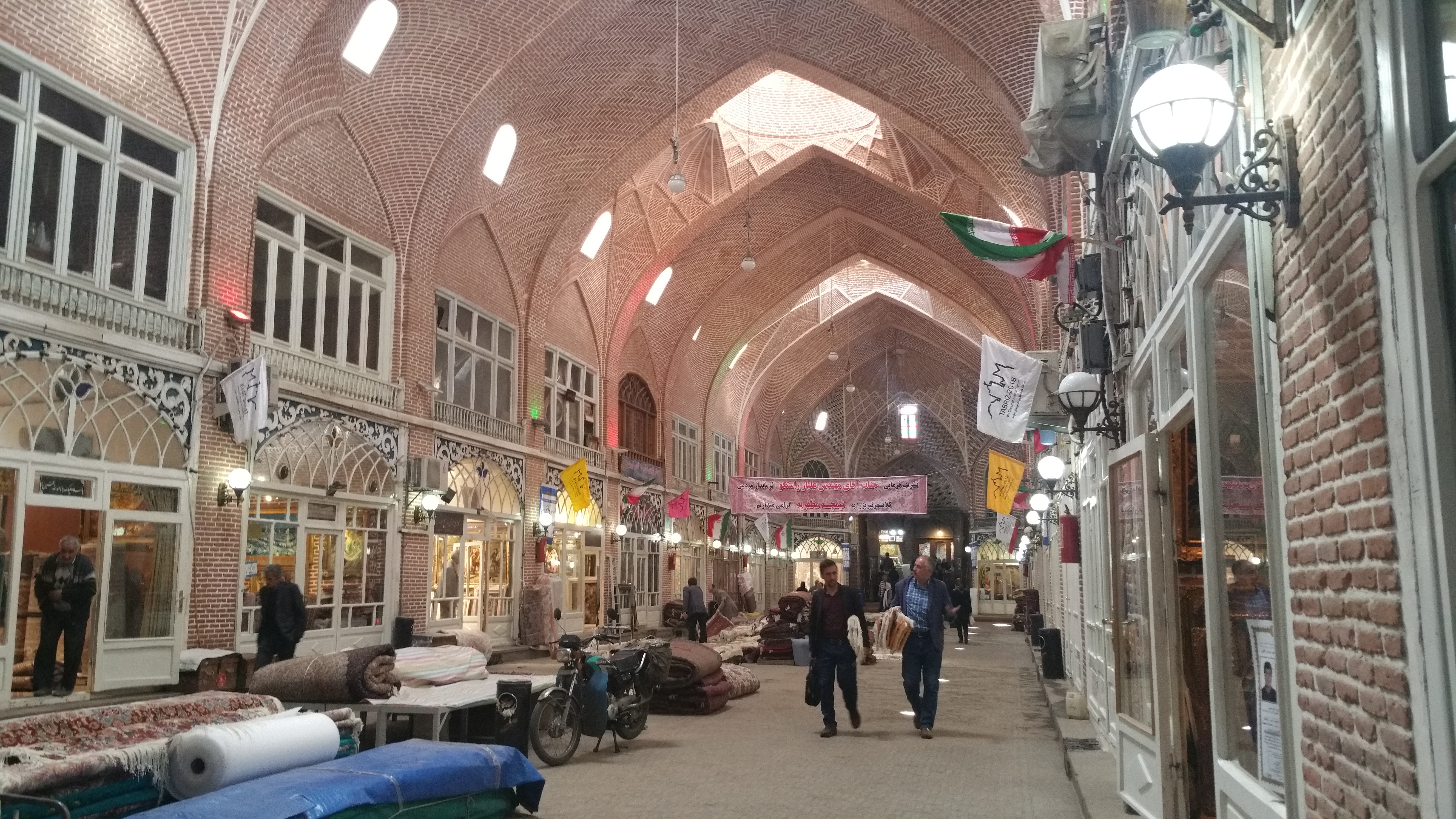
Mozaffarieh, một con hẻm ở Bazaar dành cho thảm dệt thủ công.
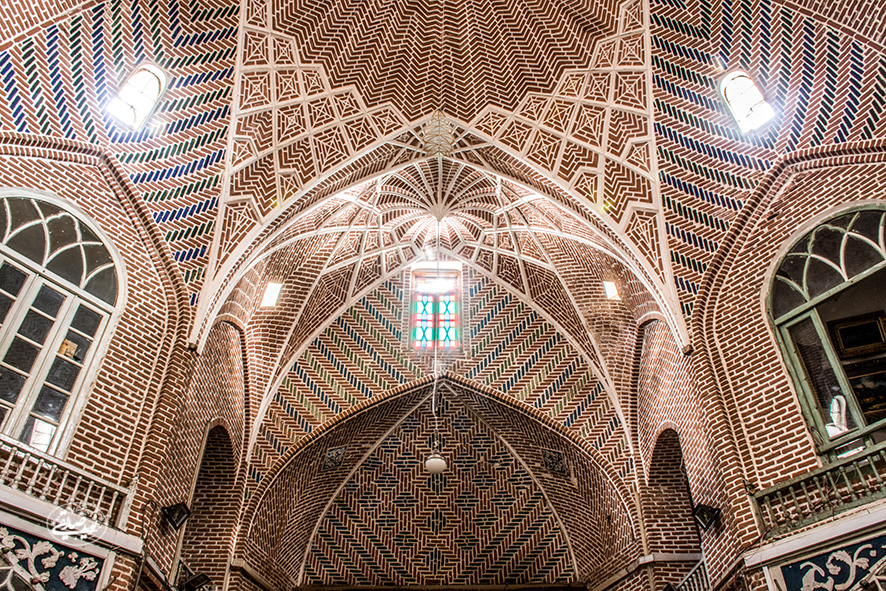
Mozaffariyeh, chợ Tabriz.
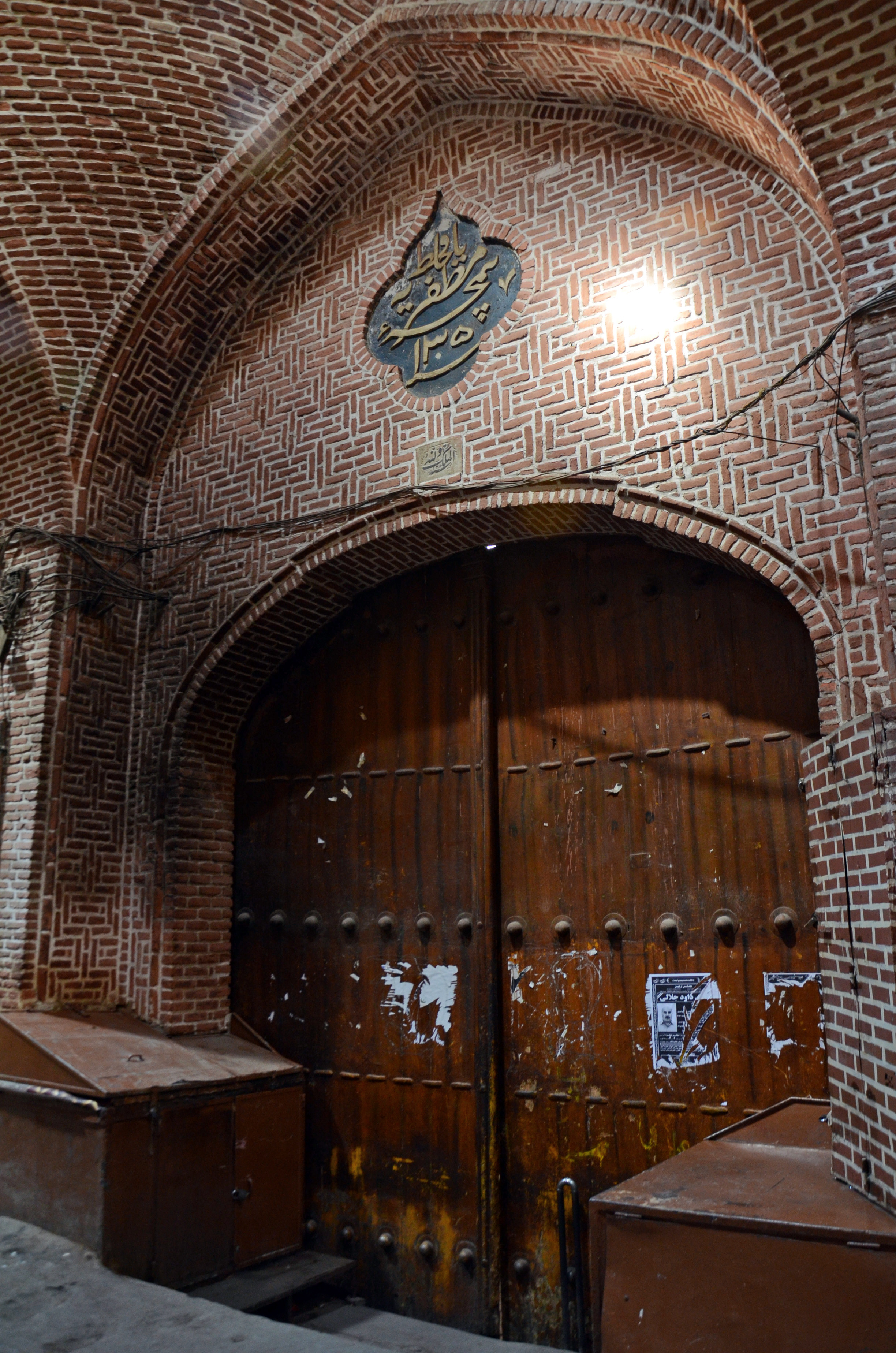
Một trong hai cổng vào Mozzafariyeh.
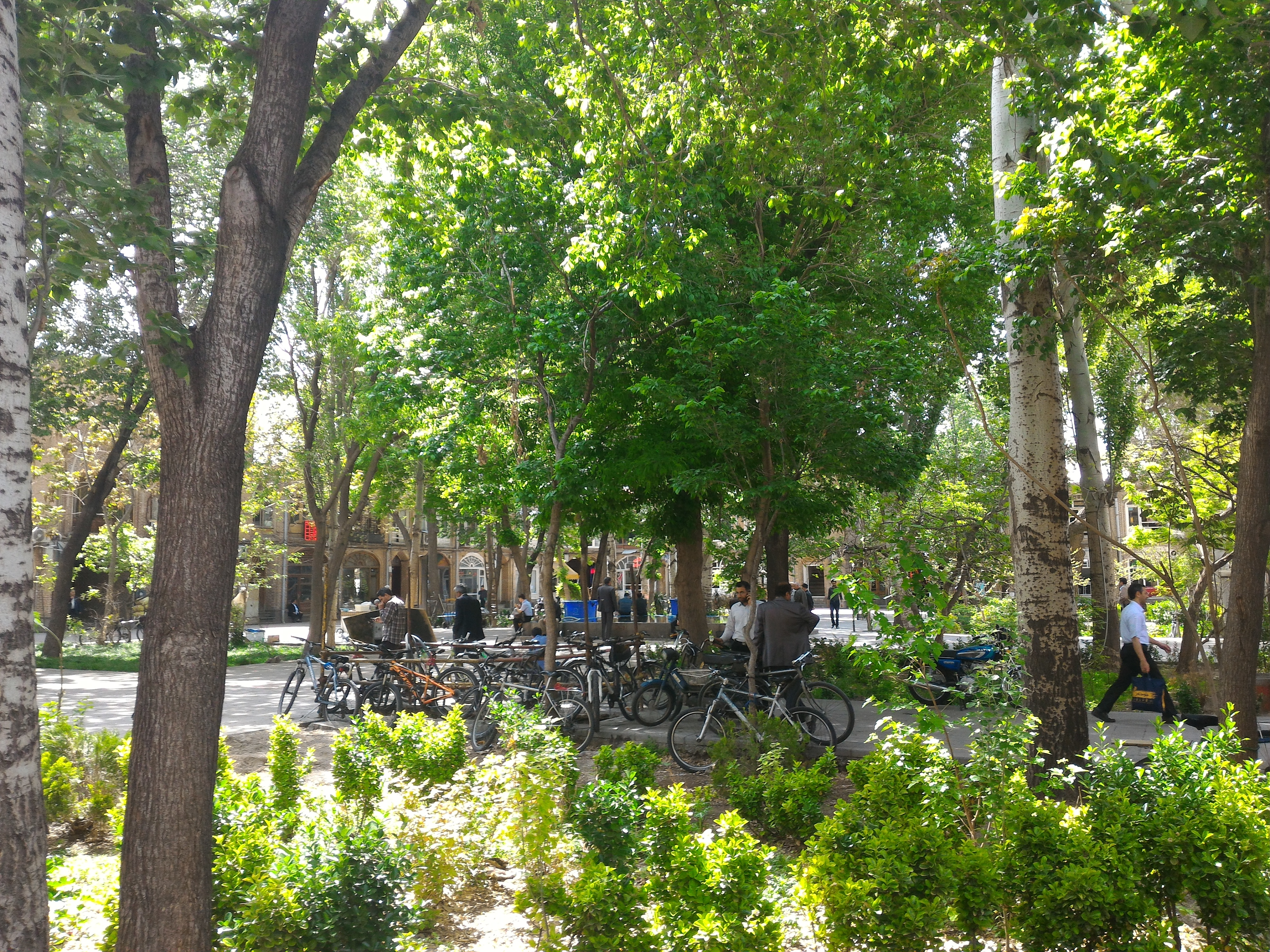
َCarvansaray gần ngõ Amir.
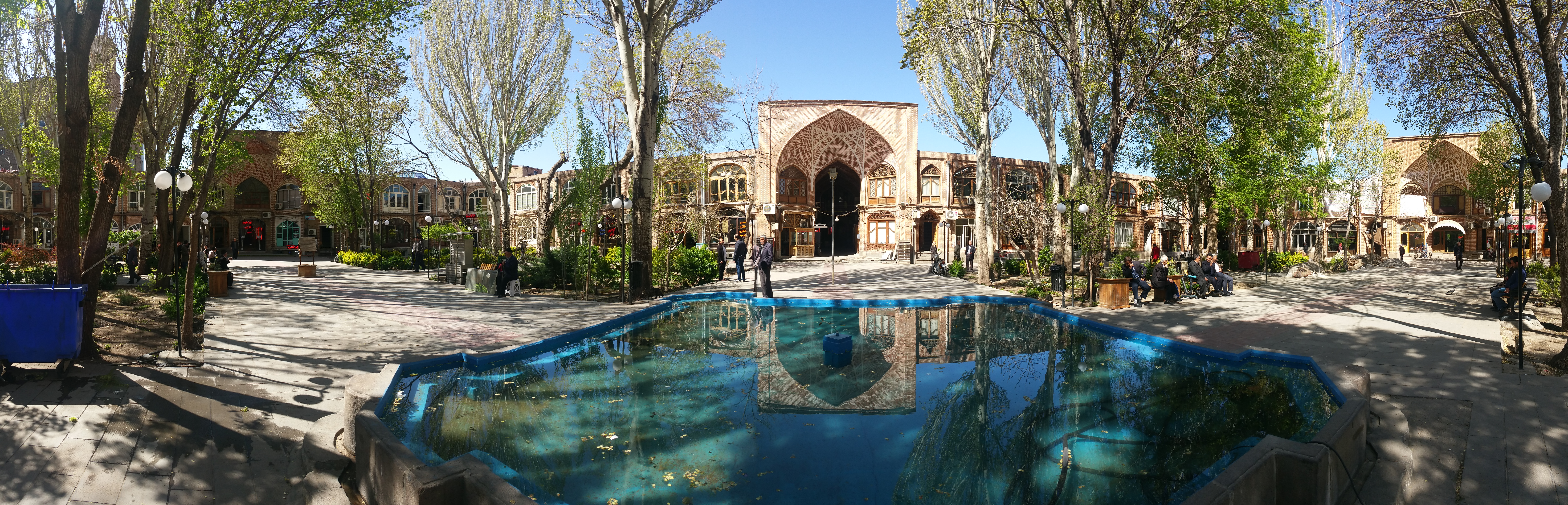
Một Carvansaray ở chợ Tabriz.
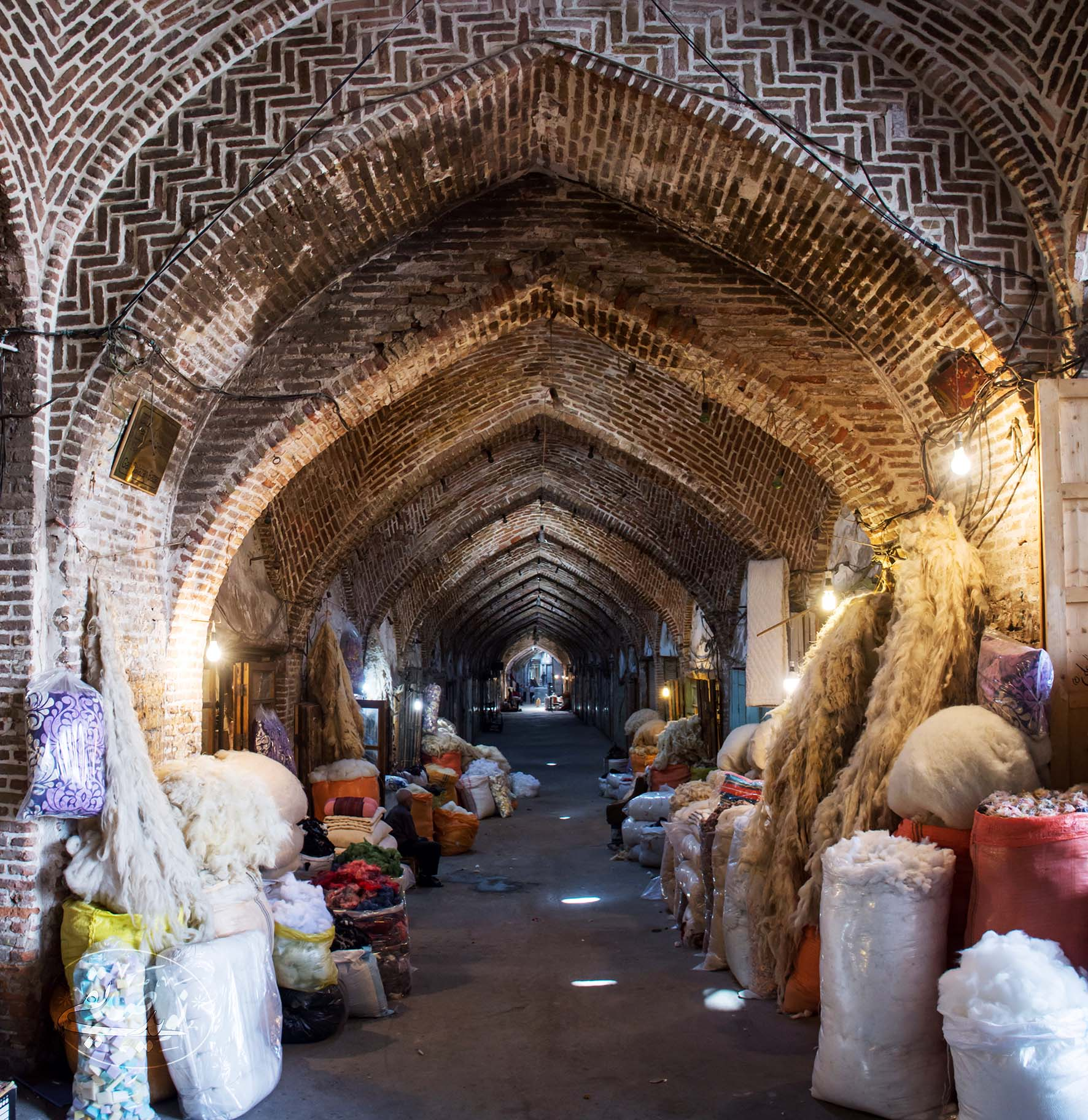
"Gan Bazaar", dịch theo nghĩa đen là Chợ rộng trong tiếng Turk.
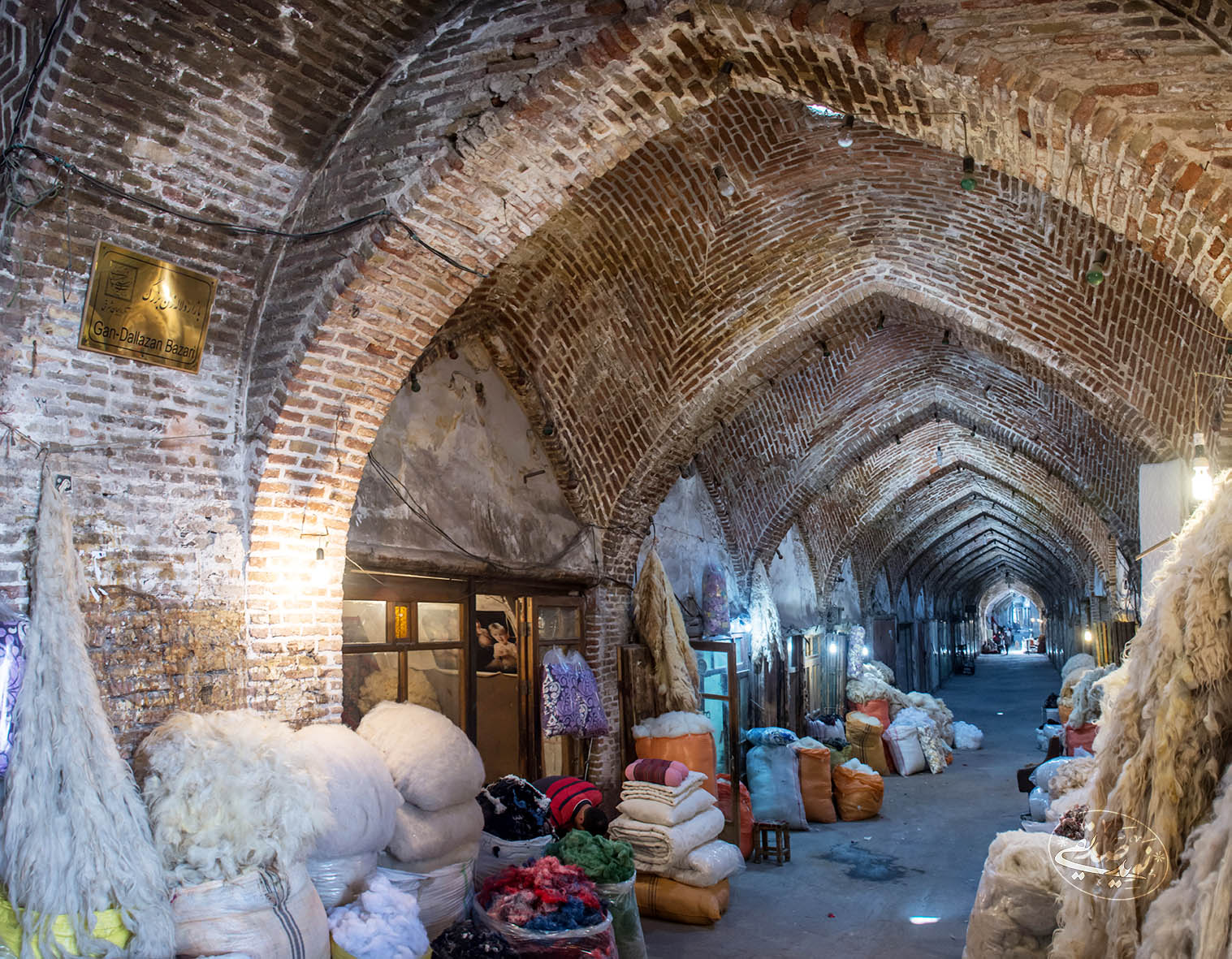